# Ludwig von Reuter
Pour les articles homonymes, voir Reuter.
Ludwig von Reuter  (né le 9 février 1869 à Guben et mort le 18 décembre 1943 à Potsdam) est un amiral allemand de la Première Guerre mondiale qui commanda la Hochseeflotte, flotte de haute mer de la Kaiserliche Marine (marine impériale allemande), lorsque celle-ci fut consignée à Scapa Flow, en Écosse, à la fin de la guerre. Le 21 juin 1919, il ordonna le sabordage de la flotte pour empêcher une saisie des navires par les Britanniques et un partage entre puissances alliées.

## Biographie
Ludwig von Reuter est né à Guben, dans une famille militaire prussienne. Au début de la Première Guerre mondiale, il est capitaine du cuirassé SMS Derfflinger qu'il commande à la bataille de Dogger Bank. En septembre 1915, il devient Kommodore et officier commandant le 4e groupe de reconnaissance de cinq croiseurs légers qu'il commande à la bataille du Jutland. Promu Konteradmiral, il commande deux cuirassés, le SMS Kaiser et le SMS Kaiserin à la seconde bataille de Heligoland en 1917.
Après l'Armistice, von Reuter est chargé de prendre le commandement de la flotte qui devait être internée à Scapa Flow, jusqu'à ce qu'une décision finale soit prise à Versailles. L'amiral Franz von Hipper, commandant en chef de haute mer avait refusé de mener les navires à Scapa Flow.
Le contre-amiral von Reuter ordonne de la saborder le 21 juin 1919 pour éviter qu'elle ne tombe entre les mains des Britanniques et des Alliés. Pour cette action il sera fait prisonnier avec 1773 autres hommes d'équipage, et, alors que la plupart furent libérés rapidement, von Reuter resta prisonnier en Grande-Bretagne jusque fin janvier 1920.